# Japanize
Japanizeとはサイボウズ・ラボ株式会社が提供していた、ウェブサイト翻訳サービスである。

## 概要
Japanizeはユーザーがブラウザに専用のプラグインやソフトを入れることで、ウェブページのユーザーインタフェースが日本語化されるサービスである。
機械翻訳を使わない為、自然な翻訳が可能である。
利用は完全無料で、翻訳作業に参加する場合のみアカウントが必要。

## リンク
- サイボウズ・ラボ
- ネットを日本語化する:Japanize
- Mylingual